# Hari Nef
Hari Nef (Filadélfia, 21 de outubro de 1992) é uma atriz, modelo e escritora americana. Nef se notabilizou ao interpretar Gittel na série original da Amazon Transparent, pelo qual ela foi indicada ao Screen Actors Guild Award por Melhor Performance de Elenco em Série de Comédia em 2016.
Ela fez sua estreia na passarela na New York Fashion Week na primavera de 2015, desfilando para Hood By Air e Eckhaus Latta, e posteriormente se tornou a primeira mulher abertamente transgênero a assinar com a agência de modelos IMG Models. Posteriormente veio a ser a primeira mulher abertamente transgênero a aparecer na capa de uma grande revista britânica. Nef também escreve, tendo publicado textos sobre uma variedade de tópicos, desde belas artes e filmes até sexo, gênero e identidade transgênero. Ela vive e trabalha na cidade de Nova York.

## Infância e educação
Hari Nef nasceu na Filadélfia em uma família judia, filha de David Nef, um executivo de publicidade, e Robin Clebnik. Seus pais se divorciaram quando ela tinha dois anos e ela foi criada por sua mãe em Newton, Massachusetts.
Nef se formou na Columbia University em maio de 2015 em teatro.

## Carreira

### Atriz
Nef estrelou como Tante Gittel na série de televisão Transparent, vencedora do Emmy de 2015. A personagem é uma ancestral da família Pfefferman que viveu sua vida como transformista em Berlim, Alemanha, durante a República de Weimar, e acabou sendo assassinada durante o Holocausto. O criador Joey Soloway escreveu o papel para Nef depois que os dois se conheceram por redes sociais e participaram de uma festa do PFLAG juntos. Ela recebeu uma indicação ao SAG Award de 2016 pelo papel.
Em 2018, Nef estrelou como protagonista no thriller de comédia de Sam Levinson, Assassination Nation. O filme é estrelado por Nef ao lado de Odessa Young, Suki Waterhouse e Abra. No mesmo ano, ela teve um papel recorrente como Blythe na série de televisão You. Em 2018, Nef fez sua estreia no teatro de Nova York como protagonista em Daddy, peça de Jeremy O. Harris.
Em 2022, Nef estrelou o filme de comédia 1Up, ao lado de Ruby Rose, Paris Berelc, Taylor Zakhar Perez e Nicholas Coombe. Em agosto, foi anunciado que Nef interpretaria Candy Darling em uma cinebiografia da escritora Transparent, Stephanie Kornick.
Ainda naquele ano, Nef voltou aos palcos e estrelou a peça de Denis Johnson, Des Moines, no Polonsky Shakespeare Center no Brooklyn. Ela se apresentou na estreia de Thomas Bradshaw em sua adaptação da peça clássica de Anton Chekhov, The Seagull, ao lado de Parker Posey, Patrick Foley e Nat Wolff na primavera de 2023.
Nef estrelou a série dramática de 2023 da HBO, The Idol, seguida por um papel no filme Barbie, dirigido por Greta Gerwig.

### Escritora

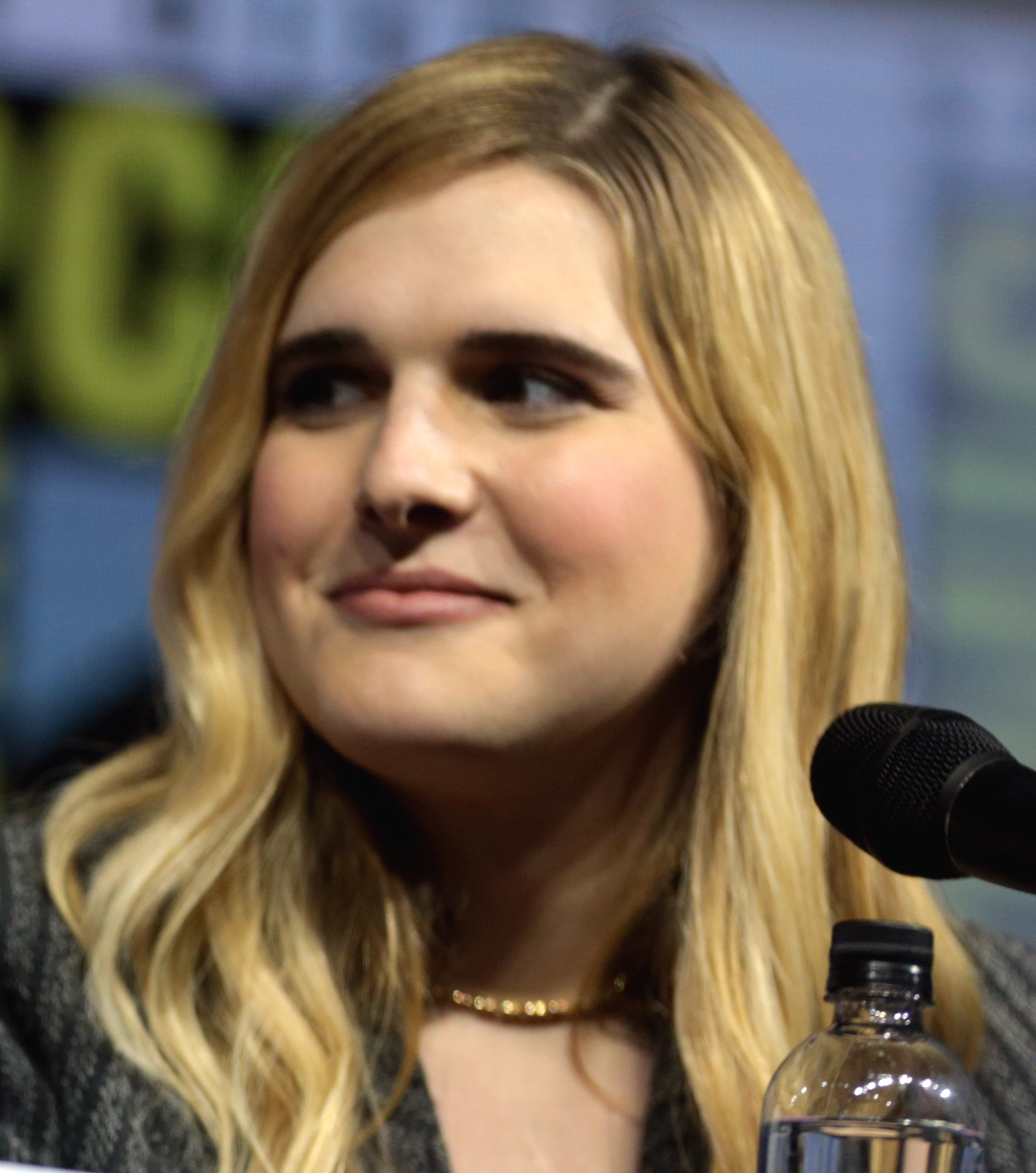
Nef na San Diego Comic Con de 2018

Nef escreveu perfis de vários artistas e figuras culturais, incluindo o diretor John Waters, a cantora/atriz Cristina Ortiz Rodriguez, a série biográfica espanhola de Javier Calvo e Javier Ambrossi, Veneno, e o pintor Nash Glynn. Nef escreveu uma coluna regular de conselhos e experiência sobre sexo para a revista Adult, editada por Sarah Nicole Prickett. Seus textos foram publicados em Artforum, Dazed, Vice, Original Plumbing, L'Officiel e BlackBook.

### Modelo
Em 2014, Nef foi capa da revista Frische. No mesmo ano ela apareceu na 68ª posição em the dazed 100, a lista das 100 pessoas mais influentes no ano da revista Dazed. Na classificação dos leitores da revista, no mesmo ano, Nef alçou a primeira posição, e apareceu duas vezes na edição pré-outono da revista i-D.
Em 2015, ela voltou a desfilar durante a New York Fashion Week, desfilando para as marcas Adam Selman, VFiles, Vejas, Degen e Eckhaus Latta. Em maio do mesmo ano, Nef assinou contrato com a IMG Models, tornando-se a primeira modelo abertamente transgênero a assinar com aquela agência. No verão de 2015, Nef foi contratada para a segunda temporada de Amazon Prime 's Transparent, que estreou em dezembro de 2015. Ela também estrelou o videoclipe da banda The Drums, "There Is Nothing Left", em agosto. O jornal The Forward a incluiu no Forward 50, uma lista dos 50 judeus-americanos mais influentes do ano.
A revista Elle produziu capas especiais de colecionadores para a edição de setembro de 2016, e uma delas apresentava Nef, sendo a primeira vez que uma mulher abertamente transgênero apareceu na capa de uma grande revista comercial britânica.
Em janeiro de 2017, Nef estrelou um comercial de televisão para a linha L'Oréal Paris True Match ao lado de Blake Lively, Lara Stone e Xiao Wen Ju. A campanha estreou na transmissão do Globo de Ouro de 2017.
Nef desfilou por nove passarelas no Mês da Moda Primavera/Verão 2023 em Nova York.